# Conocrinus
Conocrinus is een geslacht van gesteelde zeelelies uit de familie Bourgueticrinidae. De naam van het geslacht werd in 1850 gepubliceerd door Alcide d'Orbigny. Die ging ervan uit dat het om een groep volledig uitgestorven zeelelies ging.
In 1864 haalde Georg Ossian Sars een levende zeelelie uit de Vestfjord bij de Lofoten. Zijn vader, Michael Sars, publiceerde daar vier jaar later over, en plaatste de nieuwe soort in een nieuw geslacht: Rhizocrinus. Deze naam werd later gesynonimiseerd met Conocrinus. Naderhand zijn er meer moderne vertegenwoordigers gevonden en benoemd.

## Soorten
- Conocrinus cabiochi Roux, 1976
- Conocrinus cherbonnieri Roux, 1976
- Conocrinus globularis (Gislén, 1925)
- Conocrinus lofotensis (Sars, 1868)
- Conocrinus minimus (Döderlein, 1907)
- Conocrinus poculum (Döderlein, 1907)